# С.П.А.М. (альбом)
«С.П.А.М.» — альбом гурту «Танок на Майдані Конґо», випущений 2010 року.

## Композиції
1. «P&P» (02:34)
2. «Цунамі» (by Сергій Коротков) (00:42)
3. «Новина» (03:33)
4. «CossacksWay» (by Apollo 440) (00:09)
5. «OdesaDubStep» — Apollo 440 vs. «ТНМК» (Фагот mix) (03:08)
6. «Варіанти» (by Сергій Жадан) (00:29)
7. «Пливи за буй» (04:07)
8. «Тихо» (by Єфім Копелян) (00:12)
9. «Проїхали» (04:33)
10. «Теодорія» (by Сергій Притула) (01:02)
11. «Шоколад» (03:11)
12. «Троянди» (by Юлія Пєшковська) (00:26)
13. «Останній Натурал» (03:32)
14. «…» (00:06)
15. «Чашка» (03:25)
16. «Все» (by Євген Євстігнєєв та Володимир Осєнєв) (00:14)
17. «Все по 8 грн.» («ТНМК» feat Іван Дорн) (04:25)
18. «Норма» (за участі Юрія Горбунова та Сніжани Єгорової) (04:02)
19. «Ліверпуль» (by Гоша Арнаутов) (00:16)
20. «Повний Бак» — У.Эр. А vs. ТНМК (04:27)
21. «Глінтвейн» (by Гоша Арнаутов) (00:16)
22. «Чікаго»[2] (04:21)
23. «Тракт» (by Гоша Арнаутов) (00:42)
24. «Покоління.mp3» (03:36)
25. «Борщ» (by Гоша Арнаутов) (00:41)
26. «Шторм» (03:23)
27. «Комісари» (by Єфім Копелян) (00:13)
28. «С. П.А. М.» (03:39)
29. «Хожу під річкою» (by Ігор Пелих) (00:09)
30. «Темно» (04:53)
31. «HMR» (04:30)
32. «Індіанці» (00:57)
33. «День міста» (02:53)
34. «Шторм» («ТНМК» feat. Тетяна Зикіна) (03:43)
35. «AA» (00:23)

## Цікаві факти
- Композиція 14 («…») є цитатою Фрідріха Ніцше з роботи "По той бік добра і зла. Прелюдія до філософії майбутнього".
- Композиція 16 («Все») є цитатою з кінофільму "Біг" за мотивами творів Михайла Булгакова.
- Композиція 23 («Тракт») проводить паралель з твором Павла Грабовського «Швачка».
- Композиція 27 («Комісари») є цитатою з кінофільму "Невловимі месники".
- Композиція 35 («AA») є цитатою з кінофільму "Airplane II: The Sequel".